# Tynedale
Tynedale war ein District in der Grafschaft Northumberland in England, der nach dem Fluss Tyne benannt ist. Verwaltungssitz war die Stadt Hexham. Weitere bedeutende Orte waren Corbridge, Haltwhistle, Prudhoe und Wylam. Mit einer Fläche von 2219 km² war Tynedale der zweitgrößte Bezirk Englands, nur der East Riding of Yorkshire war größer.
Der Bezirk wurde am 1. April 1974 gebildet und entstand aus der Fusion der Urban Districts Hexham und Prudhoe sowie der Rural Districts Bellingham, Haltwhistle und Hexham. Am 1. April 2009 wurde der Distrikt aufgelöst und die Verwaltung auf die neu gebildete Unitary Authority Northumberland übertragen. 
Koordinaten: 55° 2′ N, 2° 8′ W